# جوزپه زاپلا
جوزپه زاپلا (انگلیسی: Giuseppe Zappella؛ زادهٔ ۴ مهٔ ۱۹۷۳) بازیکن فوتبال اهل ایتالیا است.
از باشگاه‌هایی که در آن بازی کرده‌است می‌توان به باشگاه فوتبال آلساندریا، باشگاه فوتبال اوراوا رد دیاموندز، باشگاه فوتبال مونتسا، باشگاه فوتبال کومو، باشگاه فوتبال آ.ث. میلان، و باشگاه فوتبال آولینو اشاره کرد.